# Ramosomyia
Genre
Ramosomyia est un genre d'oiseaux de la famille des Trochilidae.

## Liste des espèces
Selon la classification de référence du Congrès ornithologique international (11 avril 2024) (ordre phylogénique) :
- Ramosomyia violiceps (Gould, 1859) – Ariane à couronne violette
- Ramosomyia viridifrons (Elliot, DG, 1871) – Ariane à front vert
- Ramosomyia wagneri (Phillips, AR, 1966) – Ariane de Wagner

## Classification
Le nom valide complet (avec auteur) de ce taxon est Ramosomyia Stiles (d) & Bruce (d), 2021.